# Садик Бек
Садик Бек (Мухаммад Садики Бек Афшар, Садики Китабдар; 1533, Тебриз — 1610, Исфахан) — персидский художник, каллиграф, поэт, и историк-хронист.

## Биография
Садик Бек происходил из знати племени афшаров. Родным языком был чагатайский. Сведения о художнике оставил историк начала XVII века Искандер Мунши. Одно время Садик-бек, как многие его современники, вел жизнь странствующего дервиша, и путешествовал по различным городам. Искандер Мунши отмечает красноречие и поэтический дар художника, избравшего своим литературным псевдонимом «Садики» (искренность).
Искандер Мунши сообщает, что «В ранней юности он, обнаружив влечение к занятиям живописью, избрал день и ночную службу при унике времени Музаффаре Али», однако согласно другим данным к искусству Садик Бек обратился довольно поздно — в 32 года. Первоначально его наставником был тебризский каллиграф и поэт Мир Сани. В 1568 году Садик Бек перебрался в столицу — Казвин, где его обучал искусству живописи известный художник Музаффар Али. Он оказался способным учеником, развитие его талантов было быстрым. Уже в 1573 году он принимает участие в создании манускрипта «Гершаспнаме» (История Гершаспа) Асади, который был заказан шахом Тахмаспом I (правда, там его руке принадлежит всего одна миниатюра; рукопись хранится в Британской библиотеке, Лондон). Однако в следующем манускрипте, «Шахнаме» Фирдоуси, который создавался по заказу следующего шаха, Исмаила II (1576—1577), его роль была лидирующей. Впрочем, из-за скорой смерти Исмаила этот проект остался незавершенным; в дальнейшем рукопись была расшита, и теперь отдельные её листы хранятся в разных коллекциях.
Исмаилу II наследовал полуслепой шах Мухаммад Худабенде (1578—1588), который в силу своего недуга был равнодушен к книгам и живописи, поэтому художники шахской китабхане в поисках заработка стали разъезжаться кто куда. Садик Бек покинул шахский двор, и от иллюстрирования рукописей обратился к живописи и рисункам на отдельных листах, продажей которых зарабатывал на хлеб. Шах был настолько безволен, что всеми делами в государстве заправляла его жена. Однако в результате заговора она в 1579 году была задушена. При шахском дворе воцарилось безвластие и хаос. В этих обстоятельствах Садик Бек покинул столицу, уехав в Гилан, затем в Мазендеран. Два года спустя он уже сражался с туркменами в битве при Астрабаде.
Хаос в стране прекратился с восшествием на трон молодого шаха Аббаса I (1588—1629). Вскоре Садик Бек был назначен главой шахской китабхане в Казвине. Под его руководством из стен мастерской вышел, по меньшей мере, один крупный манускрипт — «Шахнаме» Фирдоуси, выполненный по заказу Аббаса I (ныне в библиотеке Честер Битти, Дублин). Создание этой рукописи относят к 1590 м годам, а Садик Беку приписываются в нём три миниатюры. Все они демонстрируют близость к искусству Ризы-йи-Аббаси. Кроме этого, Садик Бек на свои средства в 1593 году создал манускрипт «Анвар-и-Сухейли» (Созвездие Канопуса) поэта Кашифи, все 107 миниатюр которого нарисованы его рукой  (ныне в Музее Ага Хана, Торонто). В 1596/7 г. художник был смещен с должности китабдара, как сообщает Искандер Мунши, по причине своего грубого характера ("...выйдя за рамки справедливости и умеренности, излишествовал в грубом обращении со всеми".) Руководство китабхане было доверено другому придворному служителю, талантливому, но корыстолюбивому каллиграфу Али Резе Тебризи, более счастливому в милостях шаха. Впрочем, Садик Беку были оставлены как титул, так и довольствие — жалование главы китабхане.
Последние годы своей жизни он посвятил литературному творчеству, оставив несколько различных произведений, среди которых в первую очередь следует упомянуть трактат в стихах «Ганун-ос-совар» (Канон изображений). В 206-и двустишиях опытный художник описывает всевозможные способы приготовления красок, кистей, и прочие тонкости, связанные с производством миниатюр, а также высказывает свои мысли об искусстве.
У Садик Бека известны диваны на персидском языке и 17 газелей на азербайджанском.
- Садик Бек. Битва Гершаспа с сагсарами. Гершаспнаме, 1573г., Британская библиотека, Лондон
- Садик Бек. Заль под балконом Рудабе. «Шахнаме» Исмаила II, 1576, Казвин, Коллекция Давида, Копенгаген
- Садик Бек. Встреча сыновей Фаридуна с царём Йемена Сарвом и его дочерьми. "Шахнаме" Аббаса I, 1590-1600, Библиотека Честер Битти, Дублин
- Садик Бек. Рудабе спускает косы для Заля. «Шахнаме» Аббаса I, 1590-1600, Казвин, Библиотека Честер Битти, Дублин
- Садик Бек. Битва ворон с совами. Анвар-и-Сухейли, 1593, Музей Ага-хана, Торонто
- Садик Бек. Утки, несущие черепаху над деревней. Анвар-и-Сухейли, 1593, Казвин, Музей Ага-хана, Торонто